# كيجي واتانابي
كيجي واتانابي (باليابانية: 渡邊 圭二) (مواليد 28 يناير 1985)، هو لاعب كرة قدم ياباني سابق كان يلعب كمدافع.

## وصلات خارجية
- كيجي واتانابي على موقع رابطة كرة القدم اليابانية للمحترفين (اليابانية)
- كيجي واتانابي على موقع قاعدة بيانات كرة القدم.إي يو (الإنجليزية)
- كيجي واتانابي على موقع Soccerway.com (الإنجليزية)
- كيجي واتانابي على موقع عالم كرة القدم.نت (الإنجليزية)